# Vollbluthustler
Vollbluthustler ist das vierte Studioalbum des Berliner Rappers Herzog. Es erschien am 2. September 2016 beim Independent-Label BombenProdukt. Unter anderem sind Said und Sadi Gent mit Gastbeiträgen auf dem Album vertreten.

## Geschichte
Die Singles Polytoxisch und Lang lebe VBH wurden bereits vorab am 6. Februar 2015 bzw. am 21. Mai 2016 auf YouTube veröffentlicht.
Die Titelliste wurde am 18. Juli 2016 veröffentlicht, das gesamte Album am 2. September.

## Titelliste
| #  | Titel                                          | Länge |
| -- | ---------------------------------------------- | ----- |
| 1  | Blätter, die die Welt bedeuten                 | 2:23  |
| 2  | Lang lebe VBH                                  | 3:19  |
| 3  | Kleines Näschen am Rande                       | 3:22  |
| 4  | Ich kiffe also bin ich (so wie Ott mich schuf) | 3:44  |
| 5  | Sucht & Ordnung (feat. Dr. Surabi)             | 3:43  |
| 6  | Außen weiß, innen grün                         | 3:35  |
| 7  | Resümee                                        | 4:11  |
| 8  | Mit dem Zweiten zieht man besser (feat. Said)  | 3:27  |
| 9  | Hotbox in der U-Bahn                           | 4:14  |
| 10 | Eine grasklare Angelegenheit                   | 3:18  |
| 11 | Viel zu früh (feat. Varak)                     | 4:12  |
| 12 | ABCannabis                                     | 3:19  |
| 13 | Die Dosis macht das Gift (feat. Sadi Gent)     | 4:38  |
| 14 | 1a Kifferpärchen                               | 3:28  |
| 15 | Hänseln & Bretzeln (feat. Tayler)              | 4:01  |
| 16 | Aufwärtsspirale (feat. PTK)                    | 4:03  |
| 17 | Polytoxisch                                    | 3:19  |

## Kritik
Die Texte orientieren sich an seinem Rap-Stil aus seinen vorherigen Alben, bei den überwiegend exzessiver Drogenkonsum thematisiert werden. Trotz der Charterfolge erhielt das Album gemischte Kritiken.
Daniel Fersch vom Online-Magazin MZEE.com schreibt beispielsweise, die „drogenlastige Musik des Rappers trifft – trotz relativ vorzeigbarer Charterfolge – sicherlich nicht jedermanns Geschmack. Denn [Herzog] lässt keinen Zweifel daran, dass der Rapper sich thematisch kein bisschen verändern möchte.“
Max Kessel von rap.de bemerkt positiv, dass sich das Album von seinen vorherigen qualitativ absetzt: „Im Gegensatz zum Vorgänger ist der Sound aber noch konsequenter und einheitlicher.[…] Am Ende steht für „Vollbluthustler“ ein stringentes und individuelles Soundbild, das sich trotz bekannter Zutaten von anderen Produktionen absetzt.“